# 188 př. n. l.

## Události
- založeno italské město Forlì

## Narození
- ? – Ťing-ti (Chan), šestý císař dynastie Chan († 141 př. n. l.)

## Hlavy států
- Čína – Kao-chou (195 – 188 př. n. l.)
- Seleukovská říše – Antiochos III. Megás (223 – 187 př. n. l.)
- Řecko-baktrijské království – Demetrius I. (200 – 180 př. n. l.)
- Parthská říše – Arsakés II. (211 – 185 př. n. l.)
- Egypt – Ptolemaios V. Epifanés (204 – 180 př. n. l.)
- Bosporská říše – Spartacus V. (200 – 180 př. n. l.)
- Pontus – Mithridates III. (220 – 185 př. n. l.)
- Kappadokie – Ariarathes IV. (220 – 163 př. n. l.)
- Bithýnie – Prusias I. (228 – 182 př. n. l.)
- Pergamon – Eumenés II. (197 – 159 př. n. l.)
- Athény – Isocrates (189 – 188 př. n. l.) » Symmachus (188 – 187 př. n. l.)
- Makedonie – Filip V. (221 – 179 př. n. l.)
- Epirus – vláda épeiroské ligy (231 – 167 př. n. l.)
- Římská republika – konzulové Marcus Valerius Messalla a Gaius Livius Salinator (188 př. n. l.)
- Numidie – Masinissa (202 – 148 př. n. l.)